# Кубок африканських націй 1980
Кубок африканських націй 1980 року — 12-та континентальна футбольна першість, організована Африканською конфедерацією футболу. Змагання проходили з 8 по 22 березня 1980 року у Нігерії. Всього було зіграно 16 матчів, в яких забито 33 м’яча (в середньому по 2,06 м’яча за матч). Збірна Нігерії вперше стала чемпіоном Африки, подолавши у фінальному матчі збірну Алжиру з рахунком 3:0.

## Учасники
За результатами кваліфікації місце у фінальному розіграші здобули такі команди (число в дужках показує вкотре команда брала участь у фінальному турнірі африканської першості):
- Єгипет (8)
- Гана (6) — кваліфікована автоматично як діючий чемпіон.
- Гвінея (4)
- Кот-д'Івуар (4)
- Марокко (4)
- Нігерія (4) — кваліфікована автоматично як господар.
- Алжир (2)
- Танзанія (1)

## Груповий етап

### Група A
|             |   |   |   |   |    |    |   |
| Команда     | І | В | Н | П | МЗ | МП | О |
| Нігерія     | 3 | 2 | 1 | 0 | 4  | 1  | 5 |
| Єгипет      | 3 | 2 | 0 | 1 | 4  | 3  | 4 |
| Кот-д'Івуар | 3 | 0 | 2 | 1 | 2  | 3  | 2 |
| Танзанія    | 3 | 0 | 1 | 2 | 3  | 6  | 1 |
|             |   |   |   |   |    |    |   |

| Результати      |                  |             |           |             |
| Дата            | Місце проведення |             | Результат |             |
| 8 березня 1980  | Лагос            | Нігерія     | 3:1       | Танзанія    |
| 8 березня 1980  | Лагос            | Єгипет      | 2:1       | Кот-д'Івуар |
| 12 березня 1980 | Лагос            | Єгипет      | 2:1       | Танзанія    |
| 12 березня 1980 | Лагос            | Нігерія     | 0:0       | Кот-д'Івуар |
| 15 березня 1980 | Лагос            | Кот-д'Івуар | 1:1       | Танзанія    |
| 15 березня 1980 | Лагос            | Нігерія     | 1:0       | Єгипет      |
|                 |                  |             |           |             |

### Група B
|         |   |   |   |   |    |    |   |
| Команда | І | В | Н | П | МЗ | МП | О |
| Алжир   | 3 | 2 | 1 | 0 | 4  | 2  | 5 |
| Марокко | 3 | 1 | 1 | 1 | 2  | 2  | 3 |
| Гана    | 3 | 1 | 1 | 1 | 1  | 1  | 3 |
| Гвінея  | 3 | 0 | 1 | 2 | 3  | 5  | 1 |
|         |   |   |   |   |    |    |   |

| Результати      |                  |         |           |         |
| Дата            | Місце проведення |         | Результат |         |
| 9 березня 1980  | Ібадан           | Гана    | 0:0       | Алжир   |
| 9 березня 1980  | Ібадан           | Марокко | 1:1       | Гвінея  |
| 13 березня 1980 | Ібадан           | Алжир   | 1:0       | Марокко |
| 13 березня 1980 | Ібадан           | Гана    | 1:0       | Гвінея  |
| 16 березня 1980 | Ібадан           | Алжир   | 3:2       | Гвінея  |
| 16 березня 1980 | Ібадан           | Марокко | 1:0       | Гана    |
|                 |                  |         |           |         |